# Gorilla (musikalbum)
Gorilla är den amerikanske musikern James Taylors sjätte soloalbum, utgivet i maj 1975 på skivbolaget Warner Brothers och det är producerat av Russ Titelman och Lenny Waronker. 
"How Sweet It Is (To Be Loved By You)" var ursprungligen en hit för Marvin Gaye 1965.
Albumet nådde Billboard-listans 6:e plats.

## Låtlista
Singelplacering i Billboard inom parentes.
1. Mexico (James Taylor) – 2:57 (#49)
2. Music (James Taylor) – 3:46
3. How Sweet It Is (To Be Loved By You) (Lamont Dozier/Brian Holland/Eddie Holland) – 3:33 (#5)
4. Wandering (traditional, arrangerad och med delvis ny text av James Taylor) – 2:40
5. Gorilla (James Taylor) – 3:10
6. You Make It Easy (James Taylor) – 4:10
7. I Was a Fool to Care (James Taylor) – 3:19
8. Lighthouse (James Taylor) – 3:15
9. Angry Blues (James Taylor) – 3:25
10. Love Songs (James Taylor) – 5:45
11. Sarah Maria (James Taylor) – 2:46